# Antonio Fuoco
Antonio Fuoco (ur. 20 maja 1996 w Cosenzy) – włoski kierowca wyścigowy.

## Życiorys

### Początki kariery
Fuoco rozpoczął karierę w jednomiejscowych samochodach wyścigowych w wieku 17 lat w 2013 roku w Panamskiej Serii GP – edycji zimowej. W tejże serii wyścigowej po raz pierwszy stanął na najwyższym stopniu podium – podczas wyścigu na torze w Palm Beach. Później jeszcze raz stanął na podium. Z dorobkiem 52 punktów zdobył tytuł wicemistrza serii.

### Formuła Renault
Na sezon 2013 Włoch podpisał kontrakt z włoską ekipą Prema Powerteam na starty w Europejskim Pucharze Formuły Renault 2.0 oraz w Alpejskiej Formule Renault. W europejskiej serii wystartował tylko gościnnie, zaś w edycji alpejskiej sześciokrotnie zwyciężał i jedenastokrotnie stawał na podium. Uzbierane 245 punktów pozwoliło mu zdobył tytuł mistrza serii.

### Formuła 3
W 2014 roku Włoch rozpoczął starty w Europejskiej Formule 3 z włoską ekipą Prema Powerteam. Wystartował łącznie w 33 wyścigach, w ciągu których dziesięciokrotnie stawał na podium, w tym dwukrotnie na jego najwyższym stopniu. Uzbierał łącznie 355 punktów. Wystarczyło to na piąte miejsce w końcowej klasyfikacji kierowców.

### Seria GP3
W sezonie 2015 Włoch przeniósł się do GP3, gdzie nawiązał współpracę z brytyjską ekipa Carlin. Fuoco już w trzecim starcie stanął na podium, zajmując drugą lokatę podczas głównego wyścigu w Austrii. Sporo błędów i niezawinione kolizje sprawiły jednak, że wyniki były słabsze w stosunku do tego, co mogło być. W czołowej dwójce znalazł się jeszcze w finałowym wyścigu, na torze Yas Marina w Abu Zabi. Łącznie w siedmiu wyścigach meldował się w czołowej szóstce i z dorobkiem 88 punktów został sklasyfikowany na 6. miejscu.
W drugim roku startów Fuoco reprezentował barwy rodzimego zespołu Trident Racing, w którym zastąpił swego rodaka Lucę Ghiotto. Fuoco zanotował bardzo udany początek sezonu, w którym zaliczył sześć podiów w przeciągu dziewięciu wyścigów. Odniósł przy tym dwa zwycięstwa – w sprincie na Silverstone oraz głównym wyścigu na Hockenheimringu. W drugiej połowie sezonu stracił dystans do rywali. Stanął tylko dwukrotnie na podium sprintów – na torze Spa-Francorchamps oraz Monzy. Do finałowej rundy w Abu Zabi przystępował z niewielkimi szansami na tytuł mistrzowski. Bardzo słaby weekend, w którym nie odnotował żadnych punktów, o mało nie kosztował go podium klasyfikacji generalnej, jednak ostatecznie udało mu się go utrzymać.

### Formuła 2
W 2017 roku awansował do bezpośredniego przedsionka Formuły 1, Formuły 2. Podpisał kontrakt z włoską ekipą Prema Racing, która broniła wówczas mistrzowski tytuł. Partnerował Monakijczykowi Charles’owi Leclercowi, jednak już od samego początku sezonu pozostawał w cieniu zespołowego kolegi. Sytuację dobrze obrazuje klasyfikacja generalna. Monakijczyk sięgnął po tytuł mistrzowski ze zdecydowaną przewagą, z kolei Fuoco zmagania zakończył dopiero na 8. lokacie. Zdobył zaledwie 98 punktów w stosunku do 282 Leclerca. Fuoco największe straty poniósł przede wszystkim jednak w pierwszej połowie sezonu, głównie z powodu trudności z radzeniem sobie z degradacją ogumienia, własnych błędów, a także kolizji z rywalami. Nierówna forma skutkowała także utratą tytułu przez zespół Premy. W pierwszej w sezonie sesji kwalifikacyjnej, która została rozegrana na torze w Bahrajnie, Fuoco uzyskał drugi czas, co zwiastowało obiecujące wyniki. W trakcie czasówki przeszkadzał jednak Rosjaninowi Artiomowi Markiełowowi w osiągnięciu szybkiego okrążenia, za co został relegowany na piąte miejsce. W sobotnim wyścigu Włoch stracił na starcie kilka pozycji i ostatecznie dojechał na dziewiątym miejscu za Japończykiem Nobuharu Matsushitą, przez co nie mógł startować z pole position w niedzielę. W drugim podejściu również nie popisał się dobrym startem. Do końca walczył o ósmą lokatę – ostatecznie dojechał za Wenezuelczykiem Johnnym Cecotto Jr na dziewiątej pozycji. Na kolejne punkty Włoch musiał czekać aż do austriackiej rundy na Red Bull Ringu. Szanse na dobre wyniki tracił między innymi w wyniku degradacji opon, własnych błędów, a także kolizji. W trakcie sobotniej rywalizacji zderzył się z Brazylijczykiem Sérgio Sette Camarą w azerskim Baku, natomiast podczas sprintu na hiszpańskim torze pod Barceloną z Holendrem Nyckiem de Vriesem. Weekend w Spielbergu był przełomowym momentem. Fuoco wykręcił trzeci czas sesji kwalifikacyjnej. W wyścigu zdołał ją utrzymać, jednak do końca musiał bronić pozycji przez Brytyjczykiem Oliverem Rowlandem. Dzień później zanotował udany start i dzięki dobremu tempu awansował na piątą lokatę, do końca naciskając swojego rodaka Lucę Ghiotto. Na angielskim torze Silverstone kłopoty z ustawieniami pojazdu powróciły – Włoch startował po bardzo kiepskich kwalifikacjach z ostatniej pozycji i ostatecznie nie wywiózł z tego weekendu żadnych punktów. Do sobotniego wyścigu na węgierskim Hungaroringu Fuoco startował z piątej pozycji, jednak z powodu kłopotów technicznych nie dojechał do mety. Wynik ten przełożył się więc na odległą siedemnastą lokatę w niedzielnym starcie. Po wakacyjnej przerwie forma Fuoco wyraźnie wzrosła. W kwalifikacjach ponownie był piąty. W rywalizacji, która była kilkakrotnie przerywana wyjazdem samochodu bezpieczeństwa, Włoch nie popełniał błędów i prezentował dobre tempo, do końca rywalizacji naciskając Ghiotto. Fuoco wyścig zakończył jako piąty, jednak w związku z dyskwalifikacją Leclerca i Rowlanda awansował na najniższy stopień podium. Dzień później dorzucił kolejne punkty za siódme miejsce. Na torze Monza, przed własną publicznością, Włoch startował z siódmej lokaty. Na mokrym torze Fuoco jechał jednak jak natchniony i zdołał awansować na drugie miejsce. W wyniku kary Ghiotto Fuoco otrzymał pierwsze w karierze zwycięstwo. Niedzielna rywalizacja odbywała się na suchym asfalcie – i tym razem jednak kierowca Premy prezentował bardzo dobre tempo, dzięki któremu zdołał dojechać na najniższym stopniu podium i wywiózł najwięcej punktów ze wszystkich w ten weekend. W trakcie rywalizacji dorzucił jeden punkt za najszybsze okrążenie wyścigu. W pierwszym wyścigu na hiszpańskim torze Jerez de la Frontera Włoch startował dopiero z piętnastej lokaty. Bezbłędna i szybka jazda w połączeniu z korzystną dla niego neutralizacją przełożyło się na trzecie podium z rzędu, w tym czwarte w sezonie trzecie miejsce. W niedzielnym starcie dojechał na piątej pozycji. W finałowej rundzie na torze Yas Marina Fuoco wywalczył trzeci czas w czasówce i na takiej też pozycji zdołał dojechać do mety. Po wyścigu okazało się jednak, że ciśnienie w przednich oponach Włocha była zbyt niskie. W konsekwencji stracił cenne punkty do klasyfikacji i sezon zakończył z dorobkiem zdobytym w Hiszpanii. W niedzielnym starcie pojechał jednak bardzo ambitnie i zdołał awansować na jedenaste miejsce.
W 2018 roku przeniósł się do czeskiej ekipy Charouz Racing System.

## Wyniki

### GP3
| Legenda oznaczeń w tabelach wyników Wyświetl szablon na nowej stronie | Legenda oznaczeń w tabelach wyników Wyświetl szablon na nowej stronie                                                                     |
| Oznaczenie                                                            | Wyjaśnienie |
| --------------------------------------------------------------------- | --- |
| Złoty                                                                 | Zwycięzca lub mistrzostwo |
| Srebrny                                                               | 2. miejsce lub wicemistrzostwo |
| Brązowy                                                               | 3. miejsce lub II wicemistrzostwo |
| Zielony                                                               | Ukończył, punktował (w klasyfikacji generalnej, gdy zdobył co najmniej jeden punkt na przestrzeni sezonu, poza trzema powyższymi opcjami) |
| Niebieski                                                             | Ukończył, nie punktował (w klasyfikacji generalnej, gdy nie zdobył co najmniej jednego punktu na przestrzeni sezonu)                      |
| Czerwony                                                              | Nie zakwalifikował się (NZ) |
| Czerwony                                                              | Nie prekwalifikował się (NPK) |
| Różowy                                                                | Nie ukończył (NU) |
| Różowy                                                                | Niesklasyfikowany (NS) (w klasyfikacji generalnej, gdy nie został sklasyfikowany w żadnym wyścigu sezonu)                                 |
| Czarny                                                                | Zdyskwalifikowany (DK) |
| Czarny                                                                | Wykluczony (WYK/EX) |
| Biały                                                                 | Nie wystartował (NW) |
| Biały                                                                 | Kontuzjowany (K/INJ) |
| Biały                                                                 | Wyścig odwołany (OD/C) |
| Bez koloru                                                            | Został wycofany (WYC/WD) |
| Bez koloru                                                            | Nie przybył (NP/DNA) |
| Bez koloru                                                            | Nie brał udziału w treningach (NT/DNP) |
| Bez koloru                                                            | Nie został zgłoszony (–) |
| Pogrubienie                                                           | Start z pole position |
| Kursywa                                                               | Najszybsze okrążenie wyścigu |
| †                                                                     | Nie ukończył, ale jego rezultat został zaliczony ze względu na przejechanie więcej niż 90% dystansu wyścigu.                              |
| *                                                                     | Sezon w trakcie |
| 1/2/3                                                                 | Punktowana pozycja w sprincie |
| Lista systemów punktacji Formuły 1                                    | |

| Rok  | Zespół  | Wyniki w poszczególnych eliminacjach | Wyniki w poszczególnych eliminacjach | Wyniki w poszczególnych eliminacjach | Wyniki w poszczególnych eliminacjach | Wyniki w poszczególnych eliminacjach | Wyniki w poszczególnych eliminacjach | Wyniki w poszczególnych eliminacjach | Wyniki w poszczególnych eliminacjach | Wyniki w poszczególnych eliminacjach | Wyniki w poszczególnych eliminacjach | Wyniki w poszczególnych eliminacjach | Wyniki w poszczególnych eliminacjach | Wyniki w poszczególnych eliminacjach | Wyniki w poszczególnych eliminacjach | Wyniki w poszczególnych eliminacjach | Wyniki w poszczególnych eliminacjach | Wyniki w poszczególnych eliminacjach | Wyniki w poszczególnych eliminacjach | Punkty | Pozycja |
| ---- | ------- | ------------------------------------ | ------------------------------------ | ------------------------------------ | ------------------------------------ | ------------------------------------ | ------------------------------------ | ------------------------------------ | ------------------------------------ | ------------------------------------ | ------------------------------------ | ------------------------------------ | ------------------------------------ | ------------------------------------ | ------------------------------------ | ------------------------------------ | ------------------------------------ | ------------------------------------ | ------------------------------------ | ------ | ------- |
| 2015 | Carlin  | ESP                                  | ESP                                  | AUT                                  | AUT                                  | GBR                                  | GBR                                  | HUN                                  | HUN                                  | BEL                                  | BEL                                  | ITA                                  | ITA                                  | RUS                                  | RUS                                  | BHR                                  | BHR                                  | ARE                                  | ARE                                  | 88     | 6       |
| 2015 | Carlin  | 8                                    | 4                                    | 2                                    | NU                                   | 18                                   | 23                                   | 8                                    | NU                                   | 4                                    | NU                                   | NU                                   | 11                                   | 6                                    | 4                                    | 9                                    | 5                                    | 7                                    | 2                                    | 88     | 6       |
| 2016 | Trident | ESP                                  | ESP                                  | AUT                                  | AUT                                  | GBR                                  | GBR                                  | HUN                                  | HUN                                  | GER                                  | GER                                  | BEL                                  | BEL                                  | ITA                                  | ITA                                  | MAL                                  | MAL                                  | ARE                                  | ARE                                  | 157    | 3       |
| 2016 | Trident | 4                                    | 3                                    | 5                                    | 3                                    | 3                                    | 1                                    | 2                                    | 10                                   | 1                                    | 18                                   | 4                                    | 2                                    | 8                                    | 3                                    | 8                                    | NU                                   | 16                                   | 17                                   | 157    | 3       |

### Podsumowanie
| Sezon | Seria                                 | Zespół                       | Wyścigi | Zwycięstwa | PP | NO | Podium | Punkty | Pozycja |
| ----- | ------------------------------------- | ---------------------------- | ------- | ---------- | -- | -- | ------ | ------ | ------- |
| 2013  | Panamska Seria GP (edycja zimowa)     |                              | 4       | 1          | 1  | 1  | 2      | 52     | 2       |
| 2013  | Europejski Puchar Formuły Renault 2.0 | Prema Powerteam              | 2       | 0          | 1  | 0  | 0      | 0      | NS†     |
| 2013  | Alpejska Formuła Renault 2.0          | Prema Powerteam              | 14      | 6          | 5  | 5  | 11     | 245    | 1       |
| 2014  | Europejska Formuła 3                  | Prema Powerteam              | 33      | 2          | 0  | 2  | 10     | 255    | 5       |
| 2014  | Florida Winter Series                 |                              | 12      | 4          | 3  | 3  | 7      | 0      | NS†     |
| 2014  | Grand Prix Makau                      | SJM Theodore Racing by Prema | 1       | 0          | 0  | 0  | 0      | N/A    | NS      |
| 2015  | Seria GP3                             | Carlin                       | 18      | 0          | 0  | 0  | 2      | 88     | 6       |
| 2016  | Seria GP3                             | Trident                      | 18      | 2          | 0  | 1  | 8      | 157    | 3       |

† – Fuoco nie był zaliczany do klasyfikacji